# Ганзелка та Зікмунд

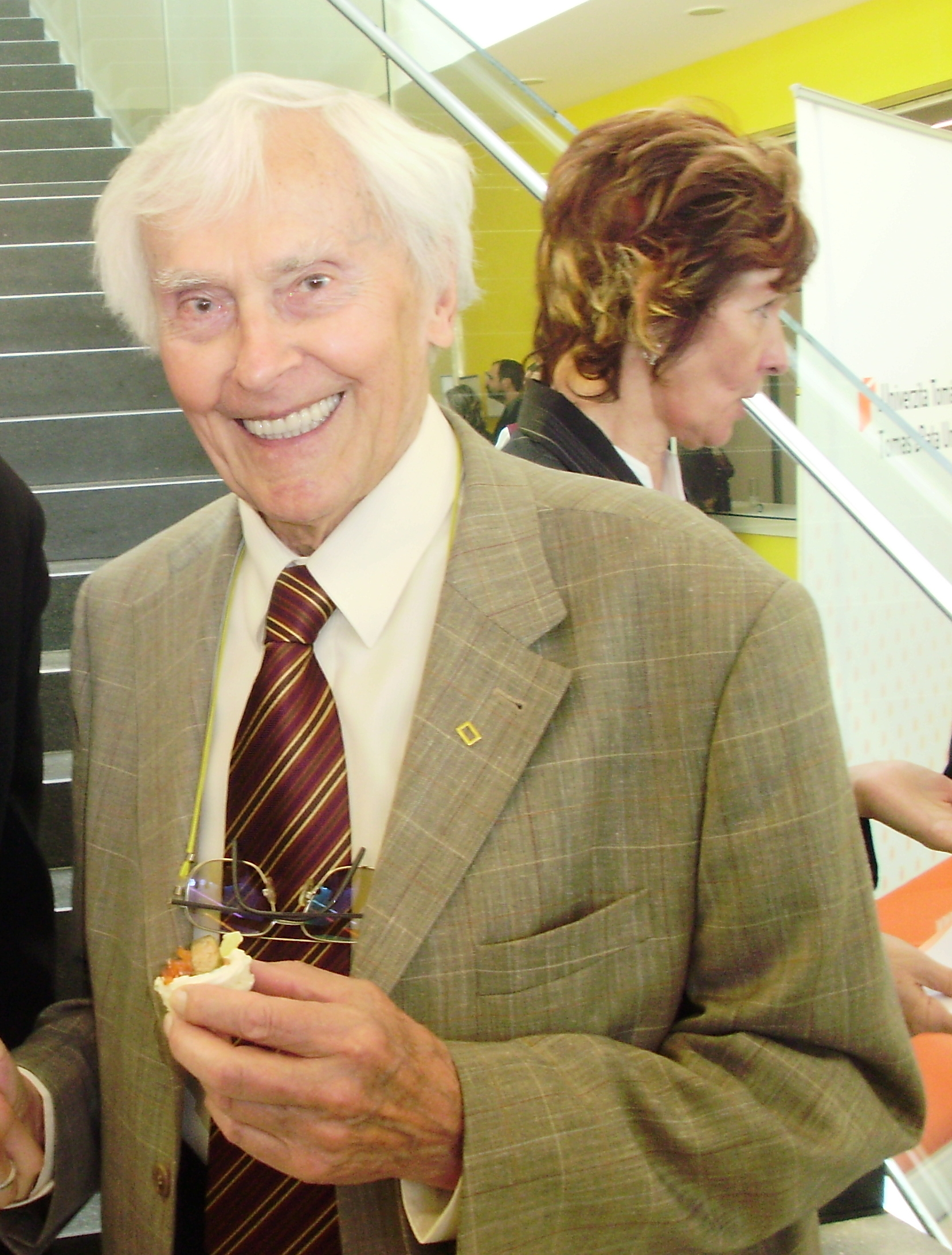
Мирослав Зікмунд в 2009

Їржі Ганзелка (чеськ. Jiří Hanzelka; 24 грудня 1920 — 15 лютого 2003) і Мирослав Зікмунд (чеськ. Miroslav Zikmund; 14 лютого 1919 — 1 грудня 2021) або Ганзелка та Зікмунд, двоє чеських мандрівників, що стали відомими завдяки їх подорожам Африкою, Азією, Латинською Америкою та Океанією в 1940-1950 роках, а також їх книгам, статтям і документальним фільмам, що вони знімали протягом своїх подорожей.

## Раннє життя
Ганзелка народився 24 грудня 1920 у м. Штрамберк; Зікмунд − 14 лютого 1919 у Плзені. Обоє з самого дитинства цікавились іншими країнами, природою, мандрівними записками та пригодницькими історіями. У 1938 р. обидва мандрівники вступили до Празького бізнес-коледжу, де зустрілись і стали друзями. Їх навчання було перервано, коли коледж було закрито під час Німецької окупації Чехословаччини, відклавши їх випуск до 1946 року.

У коледжі Їржі і Мирослав зійшлися на любові до мандрів, створивши свій проект під назвою «5», що символізувало кількість континентів, які вони хотіли б відвідати. 

## Подорожі

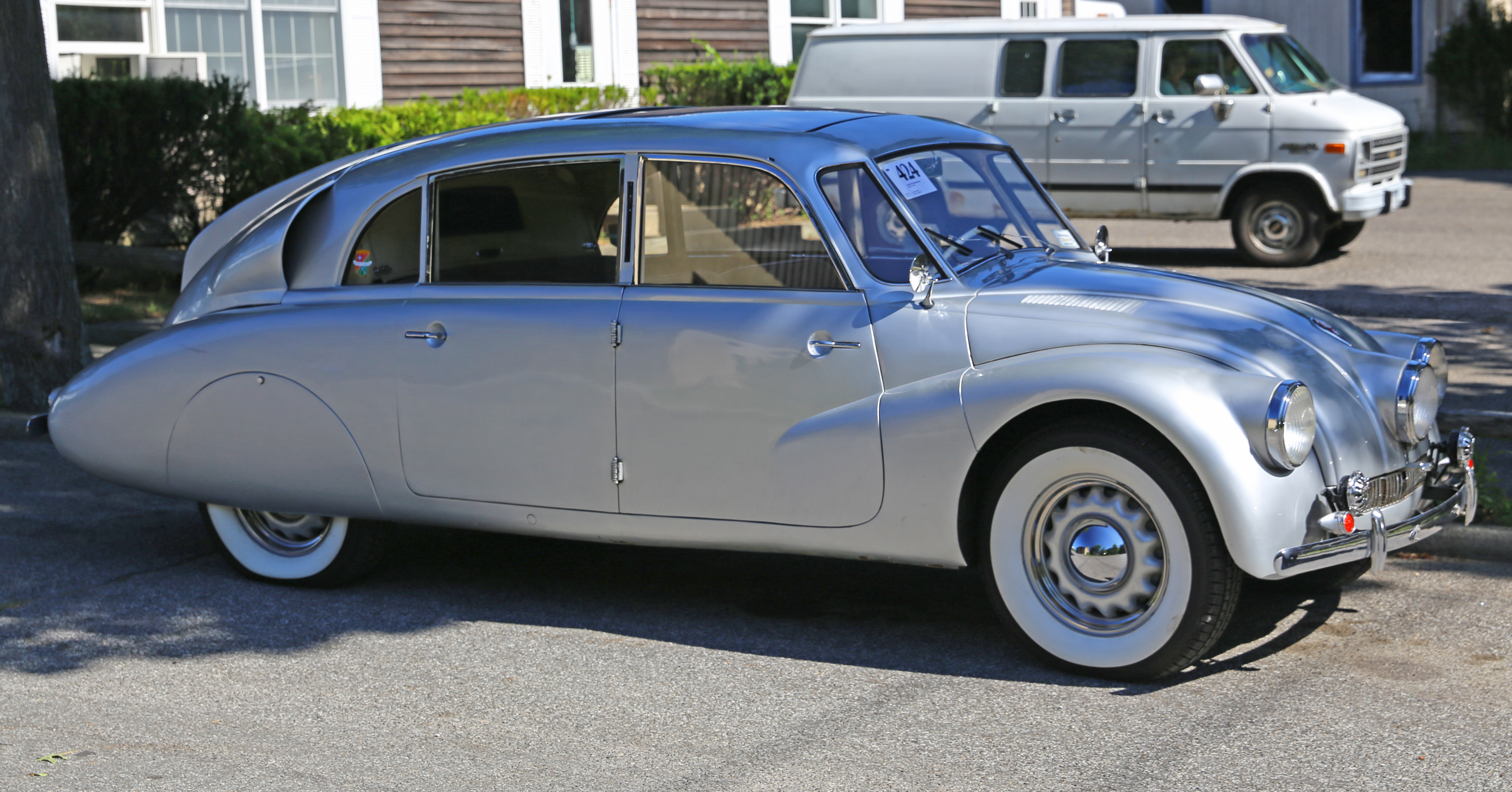
Автомобіль Татра 87, аналогічний тому, на якому мандрували Ганзелка і Зікмунд

У 1947 герої представили проект «5» автомобільній компанії Татра. Вражені представники автозаводу побачили великі перспективи і вирішили стати спонсорами мандрівників, яким надали сріблястий автомобіль Татра 87. 

Проїхавши з північного узбережжя Африки до Мексики, дует повернувся додому, помітивши величезні зміни в своїй країні. У 1948 році в Чехословаччині стався Лютневий заколот, завдяки якому комуністична партія (за підтримки СРСР) привела до влади прихильників сталінського режиму. Це стало початком однієї з найтемніших сторінок історії цієї країни. 
Таким чином, вони змогли підготуватись до другої подорожі, яка відбувалась з 1959 до 1964 років. Цього разу вони відвідали Східну Європу, Азію і багато з островів Тихого океану, транспортом послужили два прототипи вантажного автомобіля Tatra 805. Протягом цієї подорожі мандрівники відвідали Індонезію, Папуа, Японію і СРСР.
Протягом подорожей мандрівники робили багато фотографій і писали замальовки. На додачу, вони вели радіопрограму на радіо (вона стала однією з найпопулярніших на чеських радіохвилях). Мандрівники не мали можливості проводити мовлення з місць, де перебували, тому вони записували свої спостереження і відправляли їх до Чехословаччини, де їх читали диктори на радіо. 

В Чехословаччині, де владу захопили комуністи, більшість людей не мала жодного шансу на подорожі, тому роботи Ганзелки та Зікмунда були чи не єдиним шансом хоча б уявно втекти до екзотичних місць. Вони стали найбільш популярними письменниками Східної Європи двадцятого століття; їх книги розійшлись у вигляді 6.525.000 копій у країнах Східного блоку і були перекладені на 11 мов. 

## Заборона і наслідки
Гензелка і Зікмунд планували нову всесвітню подорож, але вона виявилась перед загрозою заборону через Леоніда Брежнєва, який в травні 1965 року виявив свою незадоволеність другою частиною подорожей, в якій детально описувались бідність і політичні проблеми, побачені мандрівниками в СРСР у 1963 та 1964 роках. 
Ганзелка і Зікмунд розділили долю інших дисидентів ери після Празької весни, 21 рік йому довелось виконувати чорнову роботу, аж до Оксамитової революції у 1989 році. 
У 1989 Зікмунд нарешті завершив свою мандрівку візитом Австралії. Ганзелка, досі політично активний, сильно хворів і не міг до нього приєднатись. Він переїхав на невеличку ферму на півдні Богемії, де продовжив писати політичні статті про корупцію уряду, цього разу вже в умовах вільного ринку у Чехії та Словаччині. Гензелка помер 15 лютого 2003 року.
У 2014 Зікмунд живе у м. Злін, де знаходиться музей з архівами, мандрівними журналами; там зберігається 700 газентих вирізок, 120 тис. фотографій, 1.290 радіозаписів і сувеніри з усього світу. У 2005 в Празі пройшла виставка зі 160 мандрівних фотографій. Вона проходила в готелі Old Royal Palace у Празькому Граді, Зікмунд тоді сказав: «Їржі, найкращий друг мого життя, на жаль, два роки тому він пішов. Але досі я живу поряд з ним, бо кожного дня відбувається щось, що пов'язане з його іменем. Тому нас і досі двоє.»

Гензелка та Зікмунд стали дуже відомими в Чехії хавдяки своїм подорожам, книгам, фільмам і замальовкам про них. Оригінальний автомобіль Tatra 87, що використовувався в їх першій подорожі, було в 2005 році додано до списку чеської культурної спадщини, вона виставлена в Національний технічний музей Праги. 